# Урсу, Василий
Василий Урсу (рум. Vasile Ursu; род. 1 августа 1948 года, с. Ратуш, Криулянский район, Молдавская ССР, СССР) — молдавский политик. Исполняющий обязанности Генерального примара (мэра) муниципия Кишинёв с 28 апреля 2005 по 23 января 2007 года. Министр транспорта и дорожного строительства Республики Молдова с 23 января 2007 по 25 сентября 2009 года.

## Исполняющий обязанностипримара (мэра) муниципия Кишинёв
В период между 2003 и 2005 годом, Василе Урсу был заместителем примара Кишинёва. 18 апреля 2005 года, генеральный примар (мэр) Кишинёва, Серафим Урекян, который был избран депутатом Парламента Республики Молдова, решает отказаться от должности генерального примара Кишинёва, становясь депутатом парламента Республики Молдова.
10 и 24 июля 2005 года состоялась серия выборов, на пост примара, но они были признаны недействительными, поскольку явка составляла менее 30 %.
Василе Урсу участвовал в качестве независимого кандидата на выборах 27 ноября и 11 декабря 2005 года на должность генерального примара Кишинёва, но, хотя он получил 46,66 % голосов соответственно 52,91 %, его избрание было недействительным, поскольку явка составляла 22,62 % избирателей.

## Министр транспорта и дорожного строительства
23 января 2007 года Президент Республики Молдова Владимир Воронин подписал указ, согласно которому Василий Урсу был назначен на должность министра транспорта и дорожного хозяйства. Новый министр заявил, что его главным приоритетом будет ремонт дорог. После решения правительства, Министерство транспорта и дорожного строительства было упразднено, а Василе Урсу отстранен от должности 24 сентября 2008 года.

## Награды
Василе Урсу награждён медалью «Meritul Civic» (1996), «Ordinul de Onoare» (2006), а затем получил почетное звание «Om emerit» (1 августа 2008).

## Семейное положение
Василе Урсу женат и имеет двоих детей.

## Владение языками
Василе Урсу, помимо румынского языка, свободно владеет русским и французским языком со словарём.